# Резистентна артеријска хипертензија
Резистентна или рефракторна артеријска хипертензија је облик хипертензије који се сматра резистентном (рефрактерне) уколико се циљне вредности крвног притиска не постижу и поред примене адекватних доза, три антихипертензива, од којих је један диуретик. Дефиниција такође укључује и контролисану хипертензију уз употребу четири или више антихипертензива.
Оптимизовао третман,  обично укључује комбинацију прилагођавања животног стила и фармаколошког и интервентног лечења. Комбинована терапија обично  укључује диуретик, блокатор калцијумских канала дугог дејства, инхибитор ензима који конвертује ангиотензин, бета блокатор и антагонисте минералокортикоидних рецептора.

## Епидемиологија
Отприлике једна од десет особа са повишеним крвним притиском (скоро 100 милиона људи широм света) захтева лечење резистентне хипертензије, у одређеном периоду живота.
Истраживања показују да је 28% третираних болесника са хипертензивном болешћу отпорно (резистентно) на лечење.
На глобалном нивоу број људи који не могу да свој крвни притисак ставе под контролу, користећи три или више лека, непрестано се повећава, и протеклих 20 година увећао се за 62%.

## Етиопатогенеза
Најчешћи узроци резистентне хипертензије су:
- нередовно узимање прописане терапије,
- непоштовање нефармаколошких мера лечења (посебно ограничења уноса алкохола и соли, као и смањења телесне масе),
- узимање супстанци које подижу крвни притисак или умањују дејство антихипертензива (нестероидни анти-инфламаторни лекови, ређе глукокортикоиди, кокаин),
- иреверзибилно оштећење циљних органа,
- постојање хиперволемија (услед недовољне диуретска терапије, високог уноса соли, прогресивне бубрежне инсуфицијенције и хипералдостеронизма).

## Дијагноза
Болесника са резистентном хипертензијом треба одмах упутити специјалисти, због често присутних оштећења циљних органа и високог кардиоваскуларног ризика, као и тестове везаних за искључивања секундарних облика артеријске хипертензије.
Пре постављања дијагнозе резистентне хипертензије потребно је искључити хипертензију „белог мантила” и псеудохипертензију. Коришћење недовољно великих манжетни за мерење притиска код особа са великим обимом надлактице може дати лажно повишене вредности крвног притиска.

## Терапија
Прва мера у лечењу резистентне хипертензије је реевалуација пацијената, како би се искључило постојање секундарних узрока хипертензије (стеноза реналних артерија, коарктација аорте, феохромоцитом, примарни алдостеронизам, Кушингов синдром).
Терапија резистентне артеријске хипертензије најчешће укључује истовремену примену више од три лека у максималним дозама које болесник толерише, као и укључивање лекова из групе централних антихипертензива, антагониста алдостерона и алфаблокатора.
Према тренутно доступним доказима, уколико је потребна истовремена примена три лека, предлаже се комбинација блокатора система ренинангиотензин (АЦЕ инхибитор или АТ1-блокатор), калцијумских антагониста и диуретика, у оптималним дозама.
За сада не постоје докази из великих рандомизованих студија који би послужили као водич у оптималном избору трећег, четвртог и петог антихипертензива у лечењу резистентне артеријске хипертензије.
| Нефармаколошке мере и препоруке лечења артеријске хипертензије | Нефармаколошке мере и препоруке лечења артеријске хипертензије                                     |
| Нефармаколошке мере                                            | Препоруке                                                                                          |
| -------------------------------------------------------------- | -------------------------------------------------------------------------------------------------- |
| Смањење телесне тежине                                         | Одржавати нормалну телесну тежину ((BMI 18,5–24,9 kg/m²)                                           |
| Придржавати се DASH дијете                                     | Исхрана богата воћем, поврћем, млечним производима од обраног млека, сиромашна у засићеним мастима |
| Ограничење уноса соли                                          | Највише 6 g кухињске соли дневно, или 2,4 g натријума.                                             |
| Физичка активност                                              | Редовна аеробна активност (шетња брзим ходом, најмање 30 минута дневно, 5 пута недељно)            |
| Ограничење уноса алкохола                                      | Ограничити конзумирање алкохола на два пића дневно, за мушкарце и једно за жене.                   |

## Прогноза
Болест је повезана са повећаним ризиком од инфаркта, можданог удара, срчане инсуфицијенције, болести бубрега и изненадне смрти, јер лекови сами за себе нису увек ефикасни у лечењу високог крвног притиска. Због тога је код ових болесника ризик од кардиоваскуларних догађаја троструко већи у поређењу са особама које успешно контролишу високи крвни притискак.